# Wilhelm Ebstein

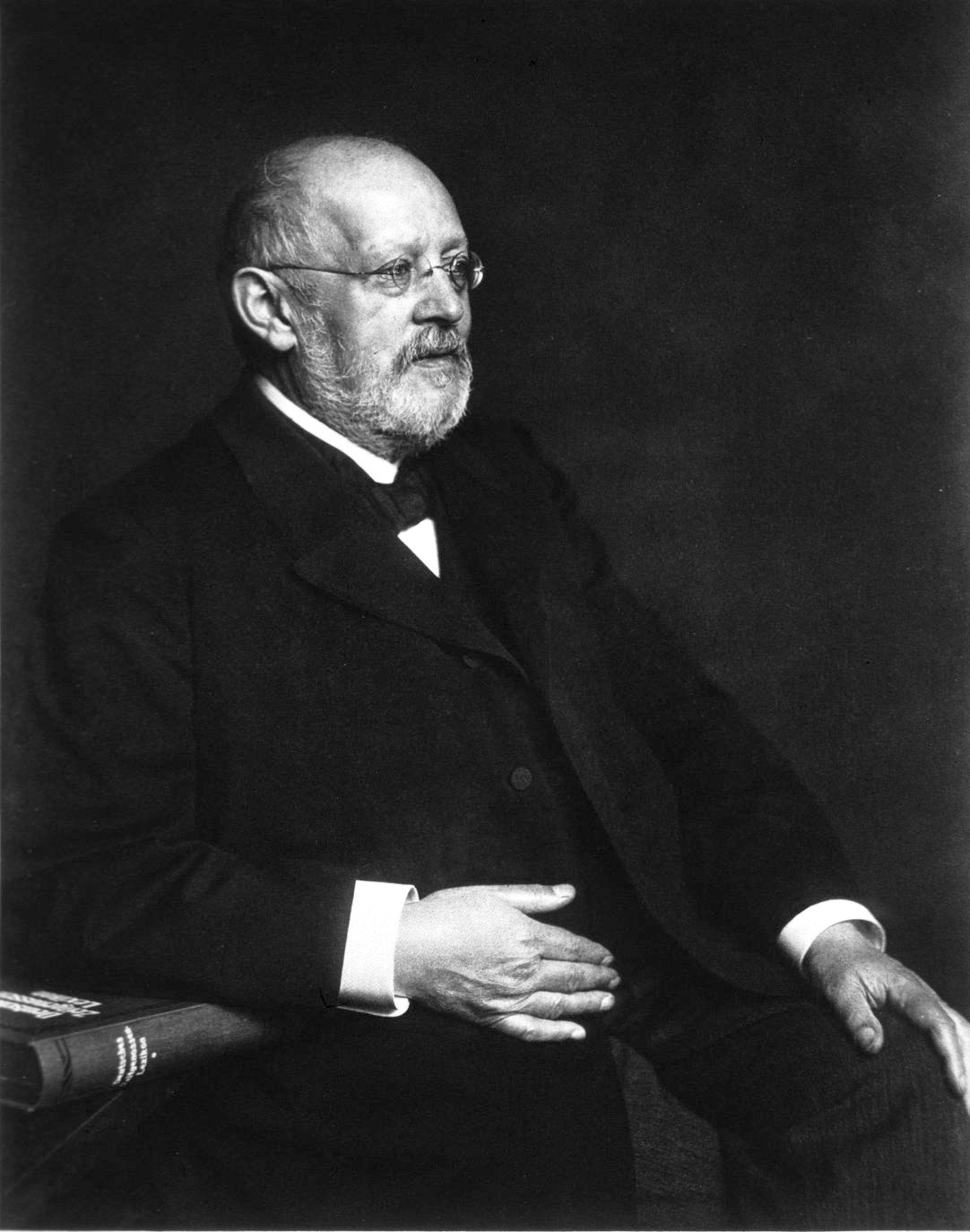
Wilhelm Ebstein

Wilhelm Ebstein (Jawor, Polen, 27 november 1836 – Göttingen, Duitsland, 22 oktober 1912) was een Duits specialist in metabole ziekten en beschreef als eerste de ziekte van Ebstein (Ebstein Anomaly).

## Biografie
Wilhelm is de zoon van Louis Ebstein, een handelaar, en Amalie Ebstein en groeide op in een Pruisisch-joodse familie.  Hij was gehuwd met Elfriede Ebstein. Haar broer, Arthur Nicolaier, is de ontdekker van de bacterie die tetanus veroorzaakt. Wilhelm en Elfriede hadden twee kinderen: dokter Erich Hugo Ebstein en Amalie 'Mali' Blumenthal-Ebstein. Zij overleed tijdens de holocaust in Kamp Westerbork te Nederland. 
Op 19-jarige leeftijd begon Wilhelm Ebstein zijn studies geneeskunde aan de universiteit van Wrocław. Al vrij snel zette hij deze opleiding verder in Berlijn. In 1859 studeerde Ebstein af. In 1861 begon hij als assistent-arts in het Allerheiligen hospitaal van Wrocław. In 1874 werd hij medisch professor aan de Universiteit van Göttingen. Op 21 september 2019 werd zijn bustestandbeeld ingehuldigd in het Muzeum Regionalne w Jaworze.

## Ebstein's anomalie
De Ebstein's anomalie (ziekte van Ebstein) is een zeldzame aangeboren hartafwijking met een vermoedelijk prevalentie van 1 à 9 op 100000. Deze aandoening van het hart wordt gekenmerkt door een misvorming van de tricuspidalisklep, waarbij het rechter ventrikel deels in het rechter atrium uitvalt. Daarnaast doet zich vaak een atrium septum defect voor. De patiënten hebben hartritmestoornissen gekend als het syndroom van Wolff-Parkinson-White.
Vanaf de tweede helft van de jaren 70 (1975) werden afdoende chirurgische therapieën uitgevoerd door Gordon K Danielson en zijn collega’s  alsook vanaf de jaren 1980 door Europese artsen zoals  Alain Carpentier. Nadien volgden nog nieuwe, verfijnde technieken zoals de cone repair van Jose Pedro da Silva. Delmo en Walter suggereren als therapeutisch alternatief een double-orifice herstelprocedure voor een Ebstein tricuspidklep. Praz en en collega's melden dat in complexe patiënten met Ebstein's Anomalie ook voor transcatheter tricuspidklep implantatie gekozen wordt.